# رودني أندرسون
رودني أندرسون (بالإنجليزية: Rodney Anderson)‏ هو سياسي أمريكي، ولد في 9 يوليو 1931 بكيمبال في الولايات المتحدة. حزبياً، نشط في الحزب الجمهوري. وقد انتخب عضو مجلس نواب وايومنغ.